# 曹湘德
曹湘德（英語：Matthew Cao Xiangde，1929年9月16日—2021年7月9日，聖名：瑪竇），是天主教中國籍愛國會非法自選自聖主教，曾被教宗絕罰，及後獲教宗本篤十六世赦免。曾自稱擔任杭州總教區主教。（2000年-2021年）

## 生平
曹湘德出生於1929年9月16日江苏省川沙县第二区（今属上海市浦东新区唐鎮）。他於1950年進入遣使会嘉興文生總修院學習，1952年轉到北京马尾沟文聲學院繼續學習。1954年，回到浙江省黄岩县海門西門街3號天主堂學習神學和牧靈。1957年7月膺授五品。
其後，中國相繼爆發反右運動和文化大革命，教會被迫害。曹湘德也被迫停止學習。文革结束后成为椒江光学玻璃厂的一员职工。直至1985年11月教會恢復運作後，曹湘德才獲得晉鐸，由上海教區助理主教金魯賢在徐家汇圣依纳爵堂祝聖成為神父。晉鐸後，先後在杭州總堂和蕭山、金華兩地區的教堂服務。
1999年12月18日，被杭州教区代表会议自选为杭州教区正权主教。2000年6月25日，曹湘德未經聖座准許，由中國官方組織愛國會安排非法自選自聖，在杭州圣母无原罪主教座堂由海門教區非法主教郁成才主禮，南昌總教區主教吳仕珍和南京總教區助理主教陸新平襄禮祝聖晉牧。並且，他自稱擔任杭州總教區主教。事後，因為曹湘德在未獲得時任教宗若望保祿二世准許，自選自聖違反《天主教法典》被自科絕罰。
曹湘德曾分別擔任中國天主教「一會一團」委員、浙江省天主教「兩會」名譽主任、杭州市天主教愛國會主任、杭州市政協委員等職。
2004年9月，曹湘德向聖座申請其合法性，其後於2008年6月8日獲得時任教宗本篤十六世批准及赦免，但沒有被授予管轄權。
近年，曹湘德因健康原因在杭州市五云山療養院療養。2021年7月9日，曹湘德主教因病逝世，享年93歲。同月12日在杭州殯儀館舉行遺體告別儀式。因疫情防控需要，懇辭外地來杭悼念。